# بوکیم وودبین
بوکیم وودبین (انگلیسی: Bokeem Woodbine؛ زادهٔ ۱۳ آوریل ۱۹۷۳) بازیگر اهل ایالات متحده آمریکا است. وی از سال ۱۹۹۳ میلادی تاکنون مشغول فعالیت بوده‌است.
از فیلم‌ها یا برنامه‌های تلویزیونی که وی در آن نقش داشته است، می‌توان به صخره، آزادراه، یادآوری کامل، ری، شیطان، زندگی، ریدیک، کروکلین و جسپر، تگزاس، میزبان، ضربه بزرگ، ۳۰۰۰ مایل به گریسلند، بن‌بست، این خشم است، پول کثیف، آن سوی خط، غزل جیسون، ادموند و نجات گریس اشاره کرد.